# Mercedes-Benz M274 (двигатель)
Mercedes-Benz M274 — рядный четырёхцилиндровый бензиновый двигатель внутреннего сгорания с турбокомпрессором и непосредственным впрыском топлива от компании Mercedes-Benz. Представляет собой продолжение серии M270, отличающееюся продольной установкой под капотом автомобиля.

## История
Двигатель Mercedes-Benz M274 был представлен в 2012 году. В 2013 году дебютировала модификация, работающая на природном газе, которая получила кодовое обозначение NGT. Помимо продуктов марки Mercedes-Benz, двигатель установили также и на автомобиль Infiniti Q50.

## Описание
С технологической точки зрения M274 имеет общие элементы и технологии с Mercedes-Benz M270. Новый двигатель сочетает в себе преимущества технологий BlueDirect, системы «старт-стоп» и Camtronic. Существуют две версии силового агрегата: DE16 AL и DE20 AL.
Мотор 16 клапанный, привод ГРМ цепью, с фазорегуляторами на каждом из распределительных валов. Впрыск топлива непосредственный. Все варианты двигателя оснащены турбонаддувом. Двигатель имеет блок цилиндров и ГБЦ из алюминиевого сплава. Гильзы цилиндров выполнены плазменным напылением с использованием железосодержащей композиции. Имеются балансировочные валы, а масляный и водяной насосы у двигателя регулируемые.  Конструкция двигателей данного поколения оптимизирована для максимального повышения механического КПД за счёт отказа от основных пар трения в механизме ГРМ и снижения потерь на привод маслонасоса и помпы, а также сопутствующих потерь на переток газов в картере.
Автомобили с двигателем Mercedes-Benz M274 соответствуют стандартам Евро-6.

### DE16 AL
Версия DE16 AL представляет собой двигатель с рабочим объёмом в 1595 см3 и мощностью, варьирующейся в зависимости от модификации от 95 кВт (129 л.с.) при 1200–4000 об/мин и 210 Н·м крутящего момента до 115 кВт (156 л.с.) при 5000 об/мин и 250 Н·м крутящего момента.

### DE20 AL
Версия DE20 AL представляет собой двигатель с рабочим объёмом в 1991 см3 и мощностью, варьирующейся в зависимости от модификации от 135 кВт (184 л.с.) при 5000 об/мин и 270 Н·м крутящего момента до 180 кВт (245 л.с.) при 5500 об/мин и 370 Н·м крутящего момента.

### Технические характеристики

#### DE16 AL
| Модель | Автомобиль | Годы выпуска |
| --- | ---------- | ------------ |
| Рабочий объём: 1595 см3, мощность: 95 кВт (129 л.с.) при 5000 об/мин, крутящий момент: 210 Н·м при 1200–4000 об/мин  |            |              |
| C 160 | W/S 205    | с 2015       |
| Рабочий объём: 1595 см3, мощность: 115 кВт (156 л.с.) при 5000 об/мин, крутящий момент: 250 Н·м при 1250–4000 об/мин |            |              |
| C 180 BlueEFFICIENCY                                                                                                 | W/S/C 204  | 2012–2015    |
| C 180 | W/S 205    | с 2014       |
| E 180 | W212       | с 2013       |

#### DE20 AL
| Модель | Автомобиль   | Годы выпуска |
| --- | ------------ | ------------ |
| Рабочий объём: 1991 см3, мощность: 115 кВт (156 л.с.) при 5000 об/мин, крутящий момент: 270 Н·м при 1250–4000 об/мин |              |              |
| E 200 NGD | W212         | с 2013       |
| Рабочий объём: 1991 см3, мощность: 135 кВт (184 л.с.) при 5500 об/мин, крутящий момент: 300 Н·м при 1200–4000 об/мин |              |              |
| SLK 200 | R172         | с 2015       |
| GLK 200 | X204         | с 2013       |
| C 200 | W/S 205      | с 2014       |
| E 200 | C/A 207      | с 2013       |
| E 200 | W/S 212      | с 2013       |
| E 200 | W/S 213      | с 2016       |
| Рабочий объём: 1991 см3, мощность: 155 кВт (211 л.с.) при 5500 об/мин, крутящий момент: 350 Н·м при 1250–3500 об/мин |              |              |
| Q50 | Infiniti Q50 | с 2014       |
| Рабочий объём: 1991 см3, мощность: 155 кВт (211 л.с.) при 5500 об/мин, крутящий момент: 350 Н·м при 1200–4000 об/мин |              |              |
| GLK 250 | X204         | с 2013       |
| C 250 | W/S 205      | с 2014       |
| C 350 e | W/S 205      | с 2015       |
| E 250 | C/A 207      | с 2013       |
| E 250 | W/S 212      | с 2013       |
| E 250 | W/S 213      | с 2016       |
| E 350 e | W/S 213      | с 2016       |
| Рабочий объём: 1991 см3, мощность: 180 кВт (245 л.с.) при 5500 об/мин, крутящий момент: 370 Н·м при 1300–4000 об/мин |              |              |
| SLK 300 | R172         | с 2015       |
| C 300 | W205         | с 2015       |
| E 300 | W/S 213      | с 2016       |